# Andrij Jarmołenko
Andrij Mykołajowycz Jarmołenko, ukr. Андрій Миколайович Ярмоленко (ur. 23 października 1989 w Leningradzie) – ukraiński piłkarz, grający na pozycji pomocnika lub napastnika w ukraińskim klubie Dynamo Kijów oraz w reprezentacji Ukrainy, której jest kapitanem. Uczestnik Mistrzostw Europy 2012, 2016, 2020 i 2024.

## Kariera piłkarska

### Kariera klubowa
Urodził się w Leningradzie, a w wieku 3 lat przeniósł się z rodziną do Czernihowa. Jest wychowankiem szkoły piłkarskiej w Czernihowie i Kijowie. W 2006 rozpoczął karierę piłkarską w Desnie Czernihów. W styczniu 2007 roku podpisał kontrakt z Dynamem Kijów. W Wyższej Lidze debiutował 11 maja 2008 roku. 28 sierpnia 2017 roku przeniósł się do niemieckiego klubu Borussia Dortmund. 11 lipca 2018 przeszedł do West Ham United.

### Kariera reprezentacyjna
5 września 2009 zadebiutował w reprezentacji Ukrainy w spotkaniu kwalifikacyjnym do Mistrzostw Świata 2010 z Andorą, w którym strzelił gola. Wcześniej bronił barw juniorskiej i młodzieżowej reprezentacji Ukrainy.

## Sukcesy i odznaczenia

### Dynamo Kijów
- mistrz Ukrainy: 2009, 2015, 2016
- wicemistrz Ukrainy: 2010, 2011, 2012, 2017
- zdobywca Pucharu Ukrainy: 2014, 2015
- finalista Pucharu Ukrainy: 2011, 2017
- zdobywca Superpucharu Ukrainy: 2009, 2011, 2016
- finalista Superpucharu Ukrainy: 2014, 2015, 2017

### Sukcesy indywidualne
- Piłkarz roku na Ukrainie: 2013, 2014, 2015
- najlepszy młody piłkarz na Ukrainie: 2011
- król strzelców Pucharu Ukrainy: 2009, 2014
- członek Klubu Ołeha Błochina: 130 goli
- członek Klubu Tymerłana Husejnowa: 130 goli